# Barchov (okres Hradec Králové)
Barchov (německy Groß Barchow) je vesnice v okrese Hradec Králové, ležící asi 8 km od města Nový Bydžov. V obci žije 294 obyvatel.

## Historie
První písemná zmínka o obci pochází z roku 1398.
Právo užívat znak a vlajku bylo obci uděleno rozhodnutím Poslanecké sněmovny Parlamentu České republiky dne 9. prosince 2002.

## Obyvatelstvo
| Rok            | 1869 | 1880 | 1890 | 1900 | 1910 | 1921 | 1930 | 1950 | 1961 | 1970 | 1980 | 1991 | 2001 | 2011 | 2021 |
| -------------- | ---- | ---- | ---- | ---- | ---- | ---- | ---- | ---- | ---- | ---- | ---- | ---- | ---- | ---- | ---- |
| Počet obyvatel | 520  | 538  | 504  | 490  | 425  | 422  | 391  | 296  | 281  | 267  | 258  | 277  | 257  | 289  | 272  |
| Počet domů     | 78   | 80   | 83   | 82   | 85   | 88   | 92   | 92   | 90   | 72   | 66   | 92   | 95   | 101  | 109  |

## Památky v obci
- Barokní zámek Barchov
- Sloup se sochou sv. Josefa s Ježíškem[9] z 18. století stojí na návsi
- Cihlová zvonička se zvonem z roku 1777[10]
- Socha svatého Františka Xaverského
- Socha svatého Jana Nepomuckého